# Coppa del mondo per club FIFA 2023
La Coppa del mondo per club FIFA 2023 (in arabo: كأس العالم للأندية لكرة القدم السعودية 2023, in inglese: 2023 FIFA Club World Cup) è stata la 20ª edizione di questo torneo di calcio per squadre maschili di club organizzato dalla FIFA e si è giocata in Arabia Saudita dal 12 al 22 dicembre 2023.  Come pallone ufficiale della competizione è stato utilizzato Adidas Conext 24 Pro.
Il torneo è stato vinto dagli inglesi del Manchester City, vincitori della UEFA Champions League 2022-2023, al primo titolo nella manifestazione, dopo aver battuto in finale i brasiliani del Fluminense per 4-0, detentori della Coppa Libertadores 2023.
È stata l'ultima edizione con il formato adottato dal 2005, prima del cambio di denominazione come Coppa Intercontinentale FIFA nel 2024, con la contestuale nascita di una nuova competizione che manteneva la vecchia denominazione espandendo il torneo a 32 squadre a partire dal 2025.

## Scelta del paese ospitante
Il 14 febbraio 2023 la FIFA ha annunciato la decisione di assegnare l'edizione all'Arabia Saudita, confermando che il torneo si sarebbe disputato dal 12 al 22 dicembre 2023.

## Formula
La formula del torneo è la stessa dall'edizione del 2008. Partecipano le sei vincitrici delle rispettive competizioni continentali, più la squadra campione nazionale del paese ospitante. Se una squadra del paese ospitante vince il proprio trofeo continentale, al posto dei campioni nazionali partecipa la finalista della competizione internazionale relativa, visto il divieto di partecipazione per più squadre dello stesso paese.
I campioni nazionali del paese organizzatore devono sfidare i rappresentanti dell'Oceania in un turno preliminare, la cui vincente si aggrega alle detentrici dei titoli di Africa, Asia e Centro-Nord America. Le vincenti di questi scontri sfidano in semifinale le vincitrici della UEFA Champions League e della Coppa Libertadores. Oltre la finale per il titolo si disputa l'incontro per il terzo posto.

## Stadi
| Gedda | Gedda |                                       |                                      |
| Gedda | Gedda | Gedda                                 | Gedda                                |
| ----- | ----- | ------------------------------------- | ------------------------------------ |
| Gedda | Gedda | Stadio Città dello sport Re Abd Allah | Stadio Principe Abd Allāh bin Fayṣal |
| Gedda | Gedda | Capienza: 62 345                      | Capienza: 27 000                     |
| Gedda | Gedda |                                       |                                      |

## Squadre partecipanti
| Squadra                       | Confederazione             | Qualificazione                                          | Data qualificazione        | Partecipazioni (edizioni precedenti con vittorie in grassetto)   |
| Club entrati in semifinale    | Club entrati in semifinale | Club entrati in semifinale                              | Club entrati in semifinale | Club entrati in semifinale                                       |
| ----------------------------- | -------------------------- | ------------------------------------------------------- | -------------------------- | ---------------------------------------------------------------- |
| Fluminense                    | CONMEBOL                   | Campione Coppa Libertadores 2023                        | 4 novembre 2023            | 1ª                                                               |
| Manchester City               | UEFA                       | Campione UEFA Champions League 2022-2023                | 10 giugno 2023             | 1ª                                                               |
| Club entrati al secondo turno |                            |                                                         |                            |                                                                  |
| Urawa Reds                    | AFC                        | Campione AFC Champions League 2022                      | 26 febbraio 2023           | 3ª (2007, 2017)                                                  |
| Al-Ahly                       | CAF                        | Campione CAF Champions League 2022-2023                 | 11 giugno 2023             | 9ª (2005, 2006, 2008, 2012, 2013, 2020, 2021, 2022)              |
| León                          | CONCACAF                   | Campione CONCACAF Champions League 2023                 | 4 giugno 2023              | 1ª                                                               |
| Club entrati al primo turno   |                            |                                                         |                            |                                                                  |
| Auckland City                 | OFC                        | Campione OFC Champions League 2023                      | 27 maggio 2023             | 11ª (2006, 2009, 2011, 2012, 2013, 2014, 2015, 2016, 2017, 2022) |
| Al-Ittihad                    | AFC                        | Campione 2022-2023 dell'Arabia Saudita, Paese ospitante | 27 maggio 2023             | 2ª (2005)                                                        |

## Arbitri
La FIFA ha selezionato cinque arbitri, dieci assistenti arbitrali e otto con il ruolo di addetti al Video Assistant Referee.
| Confederazione | Arbitro            | Assistente arbitrale               | VAR                                                         |
| -------------- | ------------------ | ---------------------------------- | ----------------------------------------------------------- |
| AFC            | Mohammed Al Hoish  | Khalaf Al Shammari Yasir Al Sultan | Khamis Al-Marri                                             |
| CAF            | Jean-Jacques Ndala | Elvis Noupue Arsenio Maringule     | Adil Zourak                                                 |
| CONCACAF       | Tori Penso         | Brooke Mayo Kathryn Nesbitt        | Tatiana Guzmán                                              |
| CONMEBOL       | Jesús Valenzuela   | Jorge Urrego Tulio Moreno          | Juan Soto Juan Lara                                         |
| UEFA           | Szymon Marciniak   | Tomasz Listkiewicz Adam Kupsik     | Tomasz Kwiatkowski Alejandro Hernández Hernández Ivan Bebek |

Per il torneo è stato anche nominato un arbitro di riserva.
| Confederazione | Arbitro                    |
| -------------- | -------------------------- |
| OFC            | Campbell-Kirk Kawana-Waugh |

## Partite

### Tabellone
Il tabellone è stato sorteggiato il 5 settembre 2023 a Gedda, in Arabia Saudita.
|  | Primo turno     | Primo turno |                             |      | Secondo turno | Secondo turno |  |  | Semifinali | Semifinali |  |  | Finale | Finale |
|  |                 |             |                             |      |               |               |  |  |            |            |  |  |        |        |
|  | Al-Ittihad      | 3           |                             |      |               |               |  |  |            |            |  |  |        |        |
|  | Al-Ittihad      | 3           |                             |      |               |               |  |  |            |            |  |  |        |        |
|  | Auckland City   | 0           |                             |      | Al-Ahly       | 3             |  |  |            |            |  |  |        |        |
|  | Auckland City   | 0           |                             |      | Al-Ahly       | 3             |  |  |            |            |  |  |        |        |
|  |                 |             |                             |      | Al-Ittihad    | 1             |  |  |            |            |  |  |        |        |
|  | Fluminense      | 2           |                             |      | Al-Ittihad    | 1             |  |  |            |            |  |  |        |        |
|  | Fluminense      | 2           |                             |      |               |               |  |  |            |            |  |  |        |        |
|  |                 |             | Al-Ahly                     | 0    |               |               |  |  |            |            |  |  |        |        |
|  |                 |             | Al-Ahly                     | 0    |               |               |  |  |            |            |  |  |        |        |
|  |                 |             |                             |      |               |               |  |  |            |            |  |  |        |        |
|  |                 |             |                             |      |               |               |  |  |            |            |  |  |        |        |
|  | Manchester City | 4           |                             |      |               |               |  |  |            |            |  |  |        |        |
|  | Manchester City | 4           |                             |      |               |               |  |  |            |            |  |  |        |        |
|  |                 | Fluminense  | 0                           |      |               |               |  |  |            |            |  |  |        |        |
|  |                 |             | 0                           | León | 0             |               |  |  |            |            |  |  |        |        |
|  |                 |             |                             |      |               |               |  |  |            |            |  |  |        |        |
|  |                 | Urawa Reds  | 1                           |      |               |               |  |  |            |            |  |  |        |        |
|  | Urawa Reds      | Urawa Reds  | 1                           | 0    |               |               |  |  |            |            |  |  |        |        |
|  | Urawa Reds      |             | Incontro per il terzo posto | 0    |               |               |  |  |            |            |  |  |        |        |
|  |                 |             | Manchester City             | 3    |               |               |  |  |            |            |  |  |        |        |
|  | Urawa Reds      | 2           | Manchester City             | 3    |               |               |  |  |            |            |  |  |        |        |
|  | Urawa Reds      | 2           |                             |      |               |               |  |  |            |            |  |  |        |        |
|  | Al-Ahly         | 4           |                             |      |               |               |  |  |            |            |  |  |        |        |
|  | Al-Ahly         | 4           |                             |      |               |               |  |  |            |            |  |  |        |        |
|  |                 |             |                             |      |               |               |  |  |            |            |  |  |        |        |

### Primo turno
| Arbitro: | Tori Penso |

|                                        |           |  |
| Romarinho 29’ N. Kanté 34’ Benzema 40’ | Marcatori |  |

### Secondo turno
| Arbitro: | Jean-Jacques Ndala |

|  |           |            |
|  | Marcatori | 78’ Schalk |

| Arbitro: | Jesús Valenzuela |

|                                             |           |               |
| Maâloul 21’ (rig.) El Shahat 59’ Ashour 62’ | Marcatori | 90+2’ Benzema |

### Semifinali
| Arbitro: | Szymon Marciniak |

|                              |           |  |
| Arias 71’ (rig.) Kennedy 90’ | Marcatori |  |

| Arbitro: | Mohammed Al Hoish |

|  |           |                                                       |
|  | Marcatori | 45+1’ (aut.) Høibråten 52’ Kovačić 59’ Bernardo Silva |

### Incontro per il terzo posto
| Arbitro: | Tori Penso |

|                                |           |                                                      |
| J. Kanté 43’ Scholz 54’ (rig.) | Marcatori | 19’ Ibrahim 25’ Tau 60’ (aut.) Koizumi 90+8’ Maâloul |

### Finale
| Arbitro: | Szymon Marciniak |

|                                           |           |  |
| Álvarez 1’, 88’ Nino 27’ (aut.) Foden 72’ | Marcatori |  |

## Classifica finale
| Pos. | Squadra         | Confederazione |
| ---- | --------------- | -------------- |
| 1    | Manchester City | UEFA           |
| 2    | Fluminense      | CONMEBOL       |
| 3    | Al-Ahly         | CAF            |
| 4    | Urawa Reds      | AFC            |
| 5    | León            | CONCACAF       |
| 5    | Al-Ittihad      | AFC            |
| 7    | Auckland City   | OFC            |

## Classifica marcatori
| Gol | Rigori |  | Giocatore         | Squadra         |
| --- | ------ |  | ----------------- | --------------- |
| 2   |        |  | Julián Álvarez    | Manchester City |
| 2   |        |  | Karim Benzema     | Al-Ittihad      |
| 2   | 1      |  | Ali Maâloul       | Al-Ahly         |
| 1   |        |  | Jhon Arias        | Fluminense      |
| 1   |        |  | Emam Ashour       | Al-Ahly         |
| 1   |        |  | Bernardo Silva    | Manchester City |
| 1   |        |  | Hussein El Shahat | Al-Ahly         |
| 1   |        |  | Phil Foden        | Manchester City |
| 1   |        |  | Yasser Ibrahim    | Al-Ahly         |
| 1   |        |  | José Kanté        | Urawa Reds      |
| 1   |        |  | N'Golo Kanté      | Al-Ittihad      |
| 1   |        |  | John Kennedy      | Fluminense      |
| 1   |        |  | Mateo Kovačić     | Manchester City |
| 1   |        |  | Romarinho         | Al-Ittihad      |
| 1   |        |  | Alex Schalk       | Urawa Reds      |
| 1   |        |  | Percy Tau         | Al-Ahly         |
| 1   | 1      |  | Alexander Scholz  | Urawa Reds      |

Autoreti
| Gol |  |  | Giocatore        | Squadra                         |
| --- |  |  | ---------------- | ------------------------------- |
| 1   |  |  | Marius Høibråten | Urawa Reds, pro Manchester City |
| 1   |  |  | Yoshio Koizumi   | Urawa Reds, pro Al-Ahly         |
| 1   |  |  | Nino             | Fluminense, pro Manchester City |